# プレスライダー
プレスライダーとは、報道機関の依頼を受けて編集前の物資をオートバイを利用して輸送する職業である。
通常時の報道機関には締切が毎日あり、プレスライダーがその日々の締め切りに合わせて運ぶ物は基本的に「原稿」であるため(概要欄も参照)、その仕事の失敗が、所属報道機関の関係者と利用者にとって「落ちる(特ダネの対義語にあたる、報道機関の失態を意味する言葉)」という事態を発生させる可能性があり、その仕事の中には、日付が変わった後の初詣の写真原稿(撮影済ネガフィルム)を、数時間後には日本中の各家庭に配られる1月1日の朝刊の印刷に間に合うように運ぶ、というような比較的困難なものもあった。
以上のような経緯により、バイク便や編集後の新聞や雑誌などをオートバイを利用して購読者に輸送する新聞配達などの職業は、以下ではプレスライダーとは呼ばない。

## 概要
プレスライダーは主に、新聞社やテレビ局などに依頼された原稿（連載漫画のそれを含む。この場合は作家の自宅→新聞社となる）や写真フィルム、ビデオテープなどの編集前の素材を輸送する。情報の大半が電子メール等で電子的に送受信できるようになるに従い、物理的に現物を輸送しなければならないものは激減し、業態の変化が生じている。
日刊紙の他、競馬新聞なども利用していた。週に数日のアルバイトや常勤など様々な雇用形態があったという。
以前は、報道目的のテキストや画像、動画などは、原稿やフイルム、ビデオテープなどの現物を輸送するしか手段がなかった。その輸送手段としてオートバイが登場し、ヘリコプターなどと比べて手軽で、自動車や鉄道などと比べて早い手段として活用されるようになった。プレスライダーは、プレスライダーの証として、依頼を受けた報道機関の社旗をオートバイに掲げていることが多かった（取材用ハイヤーと同じで、守衛の検問も天下御免で通過出来るため）。その社旗ゆえに、他社の社旗を掲げるプレスライダーとの間では、熾烈な競争が繰り広げられたこともあった。オンラインによる送稿が可能となったことや、ファックス、インターネット、マイクロウェーブ中継などの技術革新により、現物を輸送する必要性は減退傾向にある。
バイクはライダーの自前の他にも社用車が用意されていた。スピードが必要なため高速に乗れるCB500FOURなどの大型二輪が好まれたが、車の間をすり抜けるためハンドルを手前に絞る、社旗を立てる旗棒の取り付け、原稿を入れるタンクバッグを取り付けるカスタムが施された。1980年代には都内での取り回しがよい中型の性能が向上したことや、中型免許しかない新人が増えたため多くがXJ400、GSX400F、CBX400Fなどに移行したという。

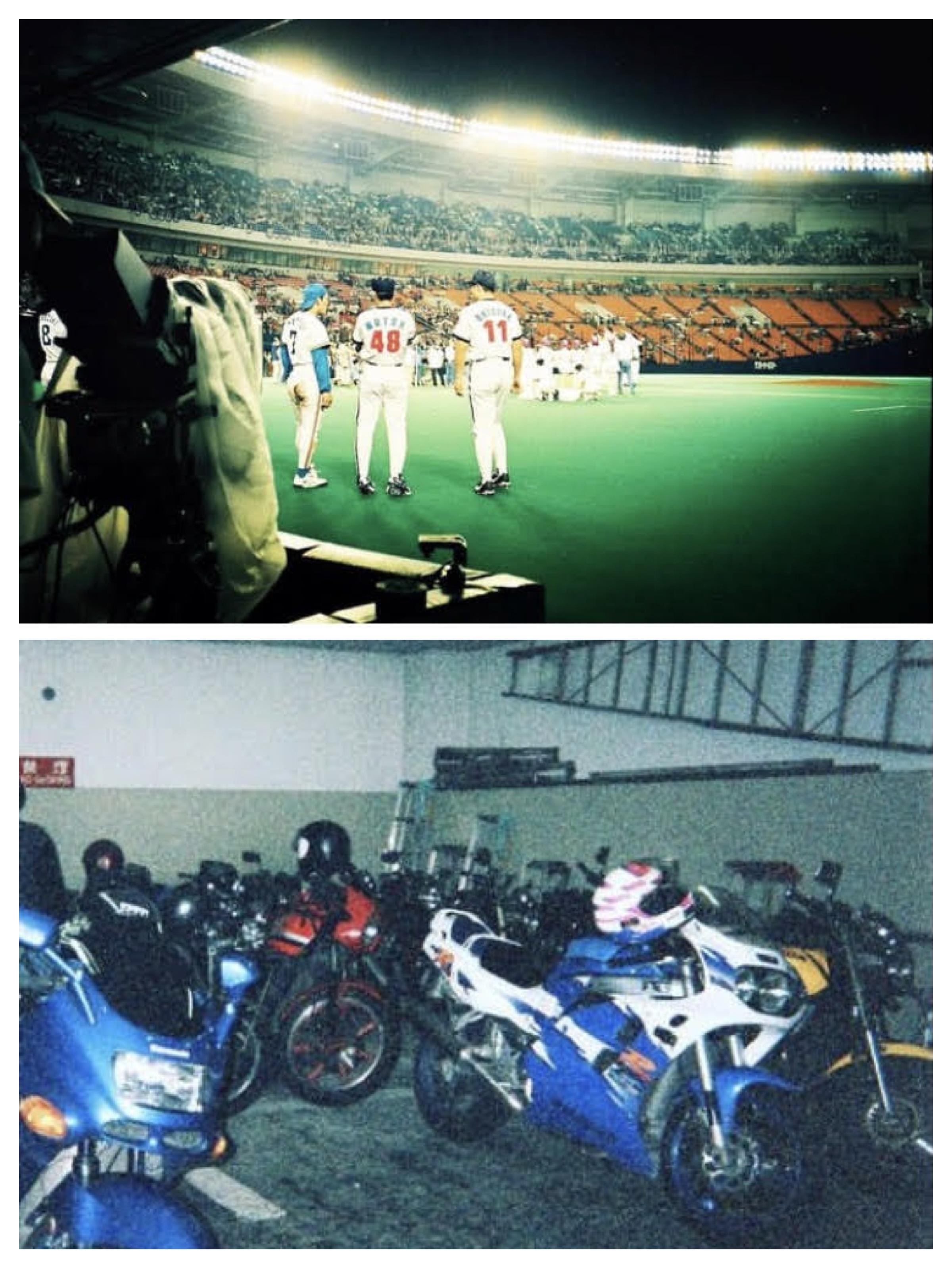
プレスライダーの仕事場の一例：まだ報道機関用デジタルカメラが一般的ではなかった1998年の、NPBオールスターゲームのカメラ席付近で、同じ新聞社のカメラマンの写真原稿(ネガフィルム)を待っている状況。及び、アメリカ同時多発テロ事件の直前で各所のセキュリティが強化される前の、新聞社内専用駐輪場(報道機関用の腕章が各所で重要視され、社旗や旗竿については、付けているバイクとそうでないものが混在している頃)。

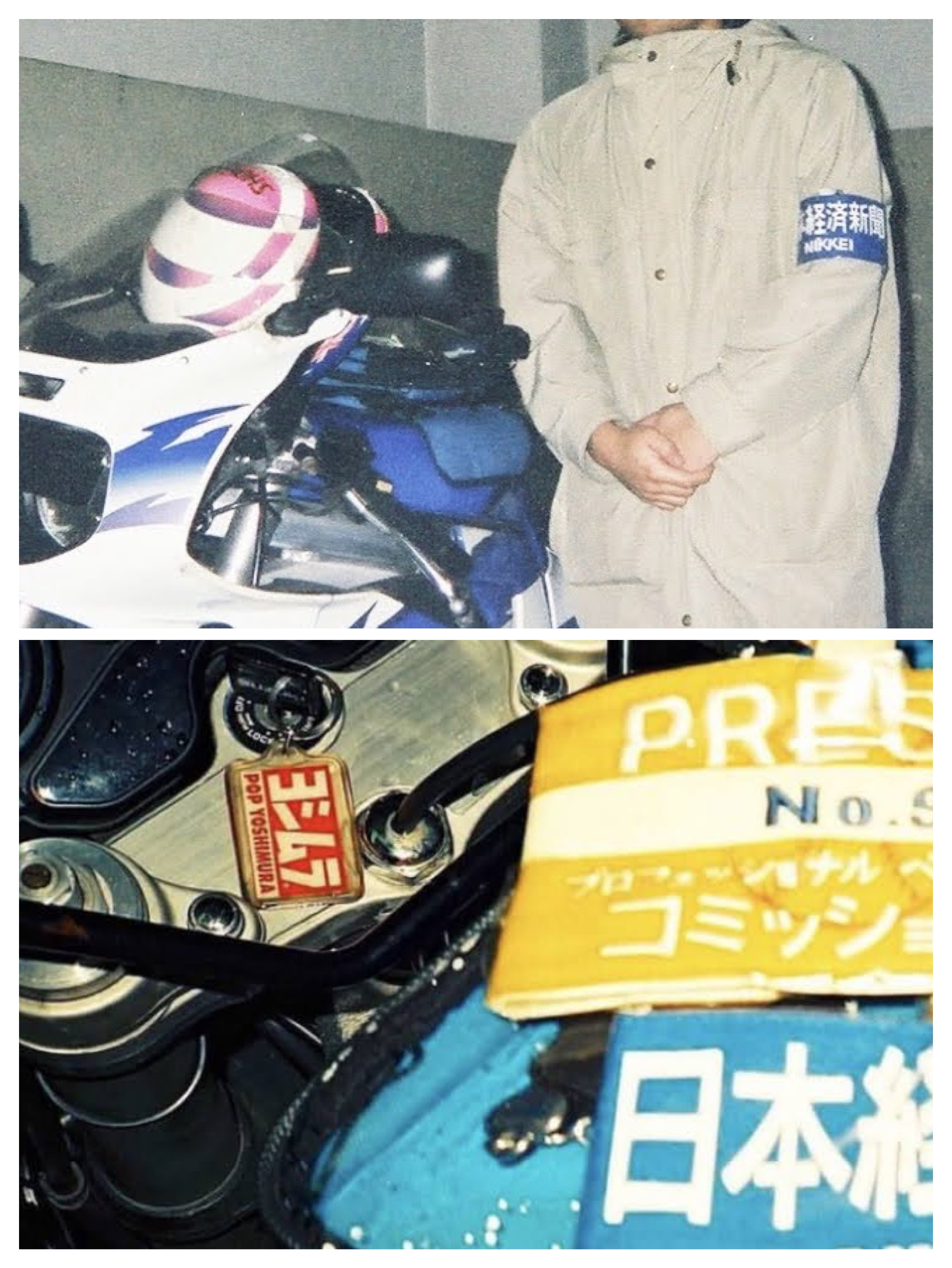
写真の検証用　前掲プレスライダーも所持していた：所属機関を示す腕章で報道機関側が作成したものと、許可済みを示す立ち寄り先(NPB以外では国会や首相官邸など)側のもの。